# On n'est pas sérieux quand on a dix-sept ans (album)
Pour les articles homonymes, voir On n'est pas sérieux, quand on a dix-sept ans.
Albums de Léo Ferré
Les Loubards
(1985) Léo Ferré en public au TLP Déjazet
(1988)
On n'est pas sérieux quand on a dix-sept ans est un double album de Léo Ferré, paru fin 1986. C'est la quatrième fois qu'il publie un double album d'enregistrements studio après Verlaine et Rimbaud en 1964, Léo Ferré chante Baudelaire en 1967 et Amour Anarchie en 1970.

## Historique
Léo Ferré entre en studio le 21 novembre 1986, pour cinq jours d'enregistrement intense, peu de temps après avoir achevé la première phase d'une série de récitals consacrés exclusivement aux poètes. Cette circonstance peut expliquer la forte présence de ses poètes de prédilection ici, qui constituent presque la moitié de l'album et pour la première fois mélangés tous ensemble ou presque. En réalité, pressé par le temps, Ferré fait ici le choix - après avoir envisagé de sortir plusieurs albums aux contenus homogènes - d'opter pour le « tout-en-un » en regroupant des chansons tirées des différents projets qu'il a en chantier depuis plusieurs années. Il envisage dans un premier temps un triple album pour finalement se limiter à un double.
On y trouve donc un nouveau Rimbaud, que Ferré continue de mettre en musique dans les années 1980. Ferré dédie ce poème renommé d'après son incipit à son propre fils, qui va alors sur ses dix-sept ans et dont le portrait orne la pochette de l'album. On y trouve aussi deux Baudelaire puisés dans l'album Baudelaire maquetté mais jamais officialisé qu'il a réalisé à l'hiver 1976-77, deux Verlaine écrits entre 1959 et 1964, date à laquelle il immortalise son double album Verlaine et Rimbaud, deux Apollinaire enfin, dont l'un est une reprise réarrangée de la face B du 45 tours « Je t'aimais bien, tu sais... » datant de 1973 (« Marie ») et l'autre un collage de deux poèmes (« Les Cloches » et « La Tzigane ») tiré d'un projet d'album inédit dédié au poète (voir Liste des poètes chantés par Léo Ferré). 
Ferré extrait aussi d'un projet d'album consacré aux mises en musique des poèmes de son recueil Poète... vos papiers ! (1956) quatre chansons ironiques ou grinçantes, voire ouvertement satiriques : « Les morts qui vivent », « Le Sommeil du juste », « Visa pour l'Amérique » et « Le Faux Poète » (ces deux dernières sur des musiques reprises de L'Opéra du pauvre).
Ferré continue en outre d'explorer sa veine symphonique à travers des offrandes amoureuses surréelles telles que « Personne », « Tout ce que tu veux » ou « Le Manque », ces deux dernières ayant été auparavant confiées à la chanteuse belge Ann Gaytan et créées au disque par elle en 1984 (voir Liste des interprètes de Léo Ferré).

## Réception et postérité
En 2007, le quartet de jazz d'Yves Rousseau et les chanteuses Claudia Solal et Jeanne Added reprennent « Les morts qui vivent ». La même année, le chanteur Jean-Louis Murat donne sa version de « L'Examen de minuit & Dorothée », en dissociant les deux poèmes accolés par Ferré et en redonnant à « Dorothée » son titre d'origine.
En 2015, le chanteur lyrique Philippe Jaroussky reprend « Colloque sentimental » dans un album de mélodies françaises consacré au poète Verlaine.

## Titres
Toutes les musiques sont de Léo Ferré. 
Léo Ferré change certains titres de poèmes. Les titres et incipits originaux sont donnés entre parenthèses quand il y a lieu.
| 1. | On n'est pas sérieux quand on a dix-sept ans (Roman) | Arthur Rimbaud        | 4:20 |
| 2. | Les cloches et les tziganes                          | Guillaume Apollinaire | 3:33 |
| 3. | Colloque sentimental                                 | Paul Verlaine         | 4:18 |
| 4. | Les morts qui viennent                               | Léo Ferré             | 5:50 |

| 5. | Tout ce que tu veux | Léo Ferré             | 5:48 |
| 6. | Gaby                | Léo Ferré             | 4:47 |
| 7. | Marie               | Guillaume Apollinaire | 5:55 |
| 8. | Le Sommeil du juste | Léo Ferré             | 1:42 |

| 9.  | Je te donne ces vers (« Je te donne ces vers afin que si mon nom ») | Charles Baudelaire | 1:15 |
| 10. | Le Manque                                                           | Léo Ferré          | 7:02 |
| 11. | Visa pour l'Amérique                                                | Léo Ferré          | 5:14 |
| 12. | Si tu ne mourus pas (« Si tu ne mourus pas entre mes bras »)        | Paul Verlaine      | 3:30 |

| 13. | Personne                                        | Léo Ferré          | 6:26 |
| 14. | L'Examen de minuit & Dorothée (Bien loin d'ici) | Charles Baudelaire | 5:20 |
| 15. | Le Faux Poète                                   | Léo Ferré          | 3:00 |
| 16. | Lorsque tu me liras                             | Léo Ferré          | 2:22 |

## Musiciens
- Orchestre symphonique de Milan
  - Violon solo : Giuseppe Magnani
  - Hautbois solo : Alberto Caroldi

## Production
- Orchestrations et direction musicale : Léo Ferré
- Prise de son : Paolo Bocchi
- Coordination : Michel Larmand
- Crédits visuels : Hubert Grooteclaes (pochette), Évelyne Giabicani